# الجزيرة الملعونة
الجزيرة الملعونة (بالإنجليزية: The Cursed Island)‏ هي جزيرة تقع في البحر الأبيض المتوسط على شاطئ القالة بولاية الطارف الواقعة شمال شرق الجزائر، تبلغ مساحة الجزيرة حوالي 0.4 هكتار.